# مديحة سلطان
مديحة سلطان (بالتركية الحديثة: Mediha Sultan) ـ (30 يوليو 1856 ـ 7 يناير 1928) هي أميرة عثمانية، وهي ابنة السلطان عبد المجيد الأول، والأخت الشقيقة للسلطان محمد السادس (وأم كليهما هي كلستو خانم)، والأخت غير الشقيقة للسلاطين مراد الخامس وعبد الحميد الثاني ومحمد الخامس.
ولدت مديحة سلطان سنة 1856، وهي نفس السنة التي ولدت فيها أختها الأميرة نائلة سلطان. تزوجت مديحة سلطان مرتين: الأولى من نجيب باشا، وجرت مراسم الزواج في قصر يلدز في 8 يونيو 1879، وأنجبت الأمير سامي بك، الذي صار ياورًا شخصيًا للسلطان عبد الحميد الثاني. وبعد وفاة نجيب باشا، زوجها أخوها السلطان عبد الحميد الثاني من فريد باشا في 30 أبريل 1886، ولم ينتج عن هذا الزواج أطفال.

## وفاتها
لدى سقوط الدولة العثمانية ونفي العائلة السلطانية سنة 1924، اختارت مديحة سلطان العيش في مدينة نيس الفرنسية، حيث توفيت في 7 يناير 1928.